# Scientologie
Ne doit pas être confondu avec Scientisme.
La scientologie est un ensemble de croyances et de pratiques dont les principes ont été développés aux États-Unis en 1952 par L. Ron Hubbard. L'Église de scientologie est fondée à Camden dans le New Jersey et ouvre en décembre 1953. 
Classée comme une secte en France, elle est considérée comme une secte ou comme une religion selon le pays. De plus, certains pays la considèrent comme une entreprise commerciale, d'autres comme étant une organisation à but non lucratif ou charitable. Sa classification fait parfois l'objet de contentieux.
La scientologie promeut une méthode pseudoscientifique appelée dianétique par son fondateur et propose plus largement un ensemble de croyances et de pratiques relatives à la nature de l'être humain et de sa place dans l'Univers, enseignant que les humains sont des êtres immortels qui ont oublié leur véritable nature.

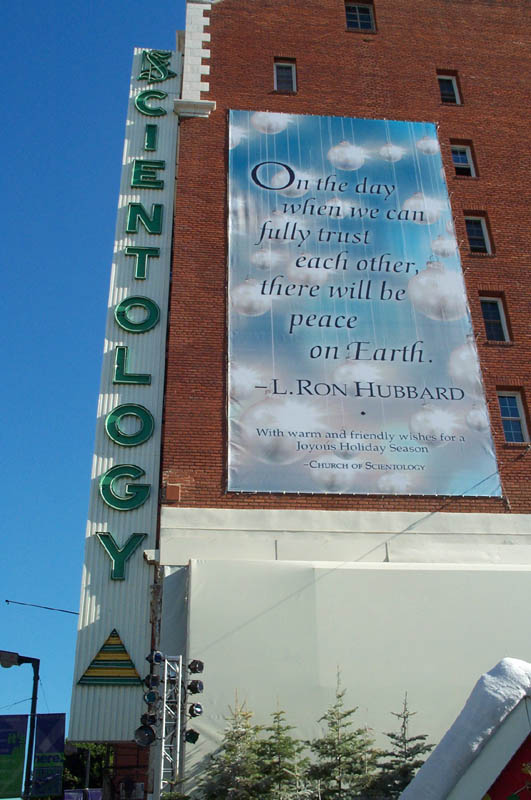
Un immeuble de la scientologie sur Hollywood Blvd à Los Angeles. Sur l'affiche, il est écrit :
Le jour où nous aurons entièrement confiance les uns en les autres, il y aura la paix sur Terre. - L. RON HUBBARD.

Plusieurs organisations encadrant la pratique de la scientologie ont été créées, la plus notable étant l'Église de scientologie. L'Église de scientologie internationale (en), dont le siège est à Los Angeles aux États-Unis, est considérée comme étant l'Église mère des organisations et des entités de la scientologie.
La scientologie est l'un des plus controversés des nouveaux mouvements religieux qui sont apparus au XXe siècle. Ses pratiques font l'objet de polémiques et de critiques, qui l'accusent notamment d'escroquerie ou bien d'utiliser des techniques de lavage de cerveau, ce qui conduit parfois à des procès.

## Historique

### La fondation par Ron Hubbard
Lafayette Ronald Hubbard, mieux connu sous le nom de Ron Hubbard, est un auteur de science-fiction américain.
Le premier article de Ron Hubbard sur la dianétique parut en mai 1950 dans le magazine Astounding Science-Fiction dont il était un auteur habituel. L'article avait été annoncé depuis plusieurs mois par le rédacteur en chef John W. Campbell qui le présentait comme un travail scientifique important.
En parallèle paraissait, le 8 mai 1950, le livre Dianétique : la science moderne de la santé mentale. Ron Hubbard y déclare avoir identifié la source des maladies psychosomatiques, après plusieurs années de recherches personnelles.
La méthode de dianétique connut un succès rapide. Dès juillet, le livre était un best-seller et des « clubs de dianétique » se créèrent un peu partout aux États-Unis pour expérimenter la méthode d'audition décrite par Hubbard. À ce moment, l'American Psychiatric Association exigea que la dianétique soit soumise à une enquête scientifique.
En 1952, Hubbard élargit la dianétique en une philosophie laïque qu'il appela « scientologie » et la déclara comme une religion en décembre 1953, date à laquelle la première église de scientologie fut fondée à Camden au New Jersey.

### Expansion et premières controverses
À la fin des années 1950, l'Église de scientologie s'implante progressivement dans d'autres pays, notamment en Nouvelle-Zélande, en Afrique du Sud et en France.
En 1958, le fisc américain remet en cause le statut de religion que la scientologie s'est attribué,.
Hubbard s'établit à cette époque en Grande-Bretagne et, en 1959, achète le manoir géorgien de Saint Hill, situé près de la ville d'East Grinstead, dans le Sussex, qui devient alors le siège mondial de la scientologie, et au voisinage duquel est construit l'OSA ("Office of Special Affairs" de la Scientologie).
La scientologie devient sujet de controverses dans le monde anglophone vers le milieu des années 1960. Dans l’État de Victoria en Australie, après la constitution d'un rapport sur les activités de l'organisation, une loi sur les pratiques psychologiques mène à l'interdiction de la scientologie en 1965. Deux autres États australiens font de même, mais ces lois sont déclarées inconstitutionnelles en 1969.
À la même époque, le Royaume-Uni tente d'interdire l'accès du pays aux scientologues étrangers et donc l'accès au centre de formation du siège international après un rapport de la Chambre des communes britannique critiquant les méthodes psychothérapeutiques de la scientologie et la considérant comme nuisible à la société et à la santé des individus.
La Nouvelle-Zélande, l'Afrique du Sud et la province d'Ontario au Canada mènent également des enquêtes publiques sur les activités de la scientologie.

### Réorganisations du mouvement
À partir de 1966, Hubbard commence à se désengager de la direction du mouvement. Il démissionne en 1967 du poste de directeur exécutif, et fonde la « Sea Organisation » (ou « Sea Org ») qui devient le groupe de gestion internationale de la Scientologie. L'« office du gardien », chargé de protéger les intérêts de l'Église de Scientologie, est fondé en 1966.
La Sea Org est jusqu'en 1975 une organisation maritime, paramilitaire (avec uniformes de marine) dirigée par Hubbard ; à cette date elle s'installe à Clearwater en Floride, qui devient le nouveau siège mondial de l'Église de scientologie.
En 1977 éclate aux États-Unis l'« affaire Snow White », révélant une opération montée par l'office du gardien pour purger les dossiers défavorables sur la scientologie et son fondateur L. Ron Hubbard. Ce projet aurait inclus une série d'infiltrations et de vols de 136 organismes gouvernementaux, ambassades et consulats, ainsi que d'organismes privés critiques à l'égard de la Scientologie, réalisée par des membres de l'Église dans plus de trente pays.
À cette occasion, le FBI découvre des dossiers que l'Église constituait sur ses ennemis potentiels, afin de les mettre hors d'état de lui nuire.
Onze cadres haut placés de l'Église sont inculpés. Ils plaident coupables ou sont reconnus comme tels par la Cour fédérale pour les délits d'obstruction à la justice, de cambriolage de bureaux du gouvernement, et de vol de documents et biens de l'État, et sont condamnés à des peines de quatre à cinq ans de prison, et à des amendes de 10 000 dollars,.
À la suite de l'affaire Snow White, l'office du gardien est supprimé, et les scientologues impliqués dans l'affaire sont démis de leurs responsabilités dans l'organisation. Le mouvement entreprend alors une restructuration : en 1981 est créée l'Église de Scientologie internationale (en), qui est l'organe de direction, et en 1982 le centre de technologie religieuse (en), sa structure religieuse, à qui Hubbard cède ses droits sur les marques scientologues.
En 1978, trois dirigeants du siège français, ainsi qu'Hubbard, sont convaincus d'escroquerie par le tribunal de Paris, lors d'un procès qualifié de « procès du siècle » par l'Église. Ce jugement est annulé par trois décisions ultérieures, une de la cour d'appel de Paris le 29 février 1980, et deux du tribunal correctionnel de Paris, le 21 décembre 1981 et le 13 juillet 1982.

### Statut religieux et risque sectaire
Dans les années 1980, après la tragédie de Guyana et les plaintes des associations de familles concernant l’Église de l'Unification, les États-Unis puis les États européens s’inquiétèrent des dangers des « nouveaux mouvements religieux ».
De nouveaux rapports étudiant les risques sectaires de divers mouvements furent alors produits, comme le rapport Vivien en France, qui pointait des pressions morales entraînant l'endettement des adeptes de la scientologie.
En 1993, la situation changea aux États-Unis où l'Église de Scientologie fut reconnue comme religion par les services fiscaux.
Cependant, en France, le rapport parlementaire de 1995 qui dressait une liste indicative des sectes y désignait la scientologie comme une secte. Un rapport de 1999 de la MILS la classait comme secte « absolue » et recommandait sa dissolution.
Un rapport de la Chambre des représentants belges (proposition de loi de deux parlementaires) no 313/7-95/96 en date du 28 avril 1997 la classe comme faisant partie des mouvements sectaires nuisibles.
En République fédérale d’Allemagne également, une commission d’enquête parlementaire fédérale sur les « sectes et psychogroupes » la considérait comme un « mouvement politique extrémiste » dont la forme de pensée totalitaire est explicitement rapprochée de la pensée nazie. En 2008, en revanche l'Office fédéral de protection de la constitution rendit un rapport dans lequel était assuré que rien ne permettait de conclure que l'Église de Scientologie poursuivait un but répréhensible.
Les États-Unis réagirent en 1999 en publiant un « rapport sur la liberté religieuse dans le monde » très critique envers ces politiques nationales.
Un rapport du Parlement européen notait en 1997 que le reproche le plus répété envers la Scientologie était de tenter de noyauter les organes de l'État, mais que cela n'avait pu être réellement prouvé. Il concluait que dans la plupart des pays d'Europe, les modifications de l'arsenal juridique n'étaient pas nécessaires. C'est le point de vue qui fut adopté par la plupart des pays, qui choisirent de ne pas créer de législation spécifique, mais de ne traiter le phénomène sectaire qu’au travers de l’atteinte à l’ordre public.

## Croyances et pratiques

### Doctrine
Dans ses écritures, la Scientologie se donne comme but : « Une civilisation sans folie, sans criminel et sans guerre, dans laquelle les gens capables puissent prospérer et les gens honnêtes puissent avoir des droits, et dans laquelle l’homme soit libre d’atteindre des sommets plus élevés. » La Scientologie se considère comme une « philosophie religieuse appliquée ». En d'autres termes, elle se présente comme une religion, tout en offrant des « solutions pour les problèmes » de ses adeptes.
La Scientologie, qui se définit elle-même comme une religion traditionnelle, se fonde sur la croyance selon laquelle l'Homme a été créé pour travailler à son propre salut spirituel. La Scientologie affirme aussi que l'humain est fondamentalement bon mais qu'à cause de son mental réactif, source d'irrationalité, il peut être conduit à agir de manière mauvaise. Ainsi, son « salut spirituel » dépendrait de sa relation avec lui-même, avec ses semblables et du fait d'arriver à une « fraternité avec l'univers ».
La Scientologie affirme donner à l'individu le moyen de résoudre par lui-même ses problèmes, mettre de l'« ordre dans sa propre vie » et également lui permettre d'aider efficacement les autres. Le résultat obtenu se manifesterait par des progrès concrets visant à débarrasser la société de ce que la Scientologie estime être ses fléaux (les drogues, l'illettrisme, le crime, la violence et l'intolérance). Les Églises de Scientologie constitueraient alors, selon elles-mêmes, des points centraux, dont émaneraient programmes et activités.

La croix à 8 branches de la scientologie.

La scientologie considère que l'homosexualité est une perversion sexuelle et une maladie,,,.
La scientologie considère que la motivation fondamentale de la vie est la survie, elle-même étant située sur une échelle graduée allant de la mort à l'immortalité potentielle. Cette motivation est appelée la dynamique. Cette dynamique ou impulsion fondamentale se sépare en 8 dynamiques (symbolisées par la croix à 8 branches de la scientologie). L'homme aurait une impulsion à survivre sur chacune d'entre elles.
- La première dynamique serait l'impulsion à survivre en tant qu'individu.
- La deuxième dynamique, l'impulsion à survivre à travers l'acte sexuel, la procréation et la famille.
- La troisième dynamique, l'impulsion à survivre en tant que groupe ou en tant que groupes.
- La quatrième, l'impulsion à survivre en tant qu'espèce, en l'occurrence l'humanité.
- La cinquième est l'impulsion à faire survivre la totalité des formes de vie : plantes, animaux, insectes, etc.
- La sixième est l'impulsion à survivre en tant qu'univers matériel (les énergies, la matière, les rochers, les planètes font partie de cette impulsion).
- La septième dynamique est l'impulsion à survivre en tant qu'esprits (la scientologie considère que la personne est un esprit « habitant un corps » et n'est ni son corps ni son mental).
- La huitième dynamique étant la dynamique de l'infini. On l'appelle également la dynamique de Dieu.

Toutes ces dynamiques sont des divisions arbitraires de la dynamique fondamentale qui les englobe toutes.

### Finalité
Selon les critères de cette organisation, la vie des scientologues est censée s'améliorer graduellement. De même, les scientologues affirment « progresser spirituellement » par étape. Ron Hubbard affirmait avoir développé une voie précise d'étude religieuse, consistant en une série d'étapes progressives et payantes, effectuées dans une séquence déterminée qui aiderait l'individu à atteindre un état d'« existence très élevée ». Cette « ascension » en scientologie permettrait à l'individu de comprendre progressivement ce que la Scientologie estime être « la nature spirituelle de l'homme » et sa relation avec ce que ce mouvement pense être « l'Être suprême » (à définir). Les adeptes sont censés « améliorer leur vie » grâce à la Scientologie. Ils seraient plus heureux et auraient des relations et une vie de famille plus « positives », et ils réussiraient mieux dans leur travail. Et à leur tour, grâce au prosélytisme scientologiste, ils apporteraient leur contribution à la société en « améliorant les conditions de vie ».

### L'étude des textes
L'étude des ouvrages de Ron Hubbard fait partie de la vie des scientologues, qu'ils participent à des services religieux dans une église de scientologie ou qu'ils poursuivent leur étude des « Écritures » de la scientologie à domicile (en 2009, la collection complète des livres de R. Hubbard coûte 3 175 €). Ils les étudient dans toutes les Églises de scientologie, sous la surveillance de superviseurs de cours, et sont encouragés à continuer leur étude de la religion à domicile, en suivant des cours par correspondance par exemple.

### La dianétique
La dianétique est une théorie d'éveil spirituel ou de développement personnel créée par R. Hubbard. Elle sert à l'identification et à la réduction systématique d'images mentales négatives inconscientes nommées engrammes.
Aucune étude scientifique, à ce jour, ne valide les présupposés et les pratiques de la dianétique,,.

### L'audition
L'« audition » constitue, aux yeux des scientologues, une « technologie spirituelle » dont l'application permet d'« améliorer sa propre condition et son existence, ainsi que celles des gens de son entourage ». Selon les scientologues, l'audition constitue la pratique essentielle de la scientologie. Elle peut être dispensée à des groupes de personnes lors d'un office dominical ou lors d'autres rassemblements religieux, ou à une seule personne lors de séances dirigées par un ministre de scientologie, l'« auditeur ». Quand l'audition est donnée individuellement, l'auditeur, par des questions répétées, aiderait la personne auditée à examiner un moment particulier de son existence. Celle-ci deviendrait plus heureuse, plus confiante, plus consciente, plus maîtresse de sa vie. L'auditeur utilise un « électropsychomètre » ou « électromètre » (un ohmmètre en réalité, sur le principe du pont de Wheatstone, permettant de mesurer des variations de résistance de quelques micro-ohms) qui est supposé pouvoir mesurer l'état ou les changements d'état spirituel de la personne. L'électromètre permettrait également à l'auditeur d'aider la personne à localiser des domaines de détresse ou d'angoisse. Lorsque ces moments sont localisés et examinés par la personne auditée, ceux-ci cesseraient d'avoir une influence indue sur sa vie présente et la personne y gagnerait soulagement et autodéterminisme. L'audition est aussi dispensée à des groupes lors d'offices du dimanche et lors d'autres rassemblements, selon le même principe : l'auditeur dirige les activités de toute l'assistance. L'Eglise de scientologie affirme augmenter considérablement le niveau de communication, de conscience et d'aptitude de tous les membres de l'assistance. L'audition de groupe permettrait aux participants de bénéficier gratuitement et régulièrement des avantages de l'audition. En fait, l'audition de groupe est gratuite lors des offices du dimanche, et peut être payante en dehors de ce cadre.
Selon Arnaud Palisson, le caractère extrême de certains exercices place la scientologie à la limite de la légalité (exercice illégal de la médecine, droit de l'enfance, code du travail, etc.). Pour le psychiatre Louis Jolyon West, cette technique est surtout une forme d'hypnose apte à faire entrer le sujet en transe. Certains détracteurs soutiennent que l'Église de Scientologie, contrairement aux psychothérapies, à la médecine ou à la confession catholique n'a pas de règles déontologiques lui interdisant d'exploiter les secrets que ses adeptes ont confiés lors d'auditions ou en remplissant des questionnaires. L'organisation dément ces accusations et affirme considérer les communications entre un ministre de l’église et un paroissien comme sacro-saintes, ceci étant stipulé par le « Code de l'auditeur » qui régit toute séance d'audition.
Dans le jugement de 1978 condamnant Hubbard et des dignitaires français pour escroquerie, les experts mandatés par le magistrat instructeur ont indiqué que : « l'activité déployée aux cours et séances “d'audition” est principalement constituée en réalité de séance de psychothérapie ».

### Les niveaux avancés

#### État «Clair»
Dans la dianétique et la scientologie, l'état Clair correspond à une condition dans laquelle une personne n'est plus soumise à des influences non souhaitées provenant de souvenirs passés, ni à des émotions et épisodes traumatiques passés. Une personne Claire est donc « débarrassée de ces influences néfastes ».
Le fondateur, L. Ron Hubbard, définit le stade de « Clair » comme celui d'une personne qui n’aurait plus son propre « mental réactif » et qui ne souffrirait donc plus des effets que ce mental réactif peut causer. Ce stade de Clair serait atteint au moyen de l'« audition » en dianétique et scientologie.
Un Clair serait rationnel dans ce sens qu’il formerait les meilleures solutions possibles à partir des données qu’il détient et de par son propre point de vue. Le Clair n’aurait donc plus d’« engrammes ». Ceux-ci, lorsqu’ils sont « restimulés », feraient dévier la justesse des raisonnements en y faisant entrer des données fausses et cachées.

#### Un incident fondateur
Il existerait un mythe fondateur,, controversé, à la doctrine du mouvement et à ses pratiques. Il s'agit d'une thèse généralement qualifiée de science-fiction. Les premières descriptions de conflits extraterrestres par Ron Hubbard datent de 1958, dans son livre « Avez-vous vécu avant cette vie ? » Elles auraient été adoptées par des scientologues pour soutenir l'existence de vies antérieures sur d’autres planètes. Mais la thèse du conflit extraterrestre à l'origine des techniques de la Scientologie (comme l'audition pour la libération des engrammes) aurait été officiellement reprise, à la fin des années 1960, lors de la conception par Hubbard des niveaux Operating Thetan III de son mouvement. Certains événements, tels que l’histoire de Xenu jetant des êtres dans des volcans pour les détruire et dont les âmes nous influenceraient aujourd'hui, y seraient officiellement mentionnés sous le nom « incident II ». Selon diverses sources, cette thèse serait secrètement enseignée aux niveaux les plus élevés de la progression des adeptes. La position de l'Église de Scientologie sur ce sujet varie selon les interlocuteurs, certains présentant la thèse comme réelle et non secrète, d'autres minimisant son importance dans le mouvement et d'autres encore prétendant qu'elle n'existe pas. La raison de cette confusion, avancée par d'anciens membres, serait que le sens du mythe ne pourrait être compris sans avoir au préalable progressé spirituellement en scientologie et qu'il serait donc interdit d'en parler au grand public.

### Les offices
Tous les dimanches, l'aumônier conduit des services du culte, ouverts à « tous les individus qui partagent l'espoir que l'homme vivra mieux et sera plus heureux dans le futur ». L'aumônier célèbre aussi des mariages, des baptêmes et des funérailles pour ses adeptes et les membres de leur famille.

### Les fêtes
De nombreuses fêtes scientologues ponctuent l'année civile, parmi lesquelles :
- 25 janvier : Criminon Day commémore la fondation en 1970 du programme scientologue Criminon, qui vise à aider à la réhabilitation des prisonniers par la diffusion de copies libres d'ouvrages scientologistes tels que The Way to Happiness (Le chemin du bonheur).
- 19 février : Narconon Day
- 22 février : Celebrity Day (Fête de la célébrité) célèbre l'anniversaire de l'ouverture du Celebrity Centre International à Los Angeles en 1970, voué à la réhabilitation de la culture au travers de l'art, mais aussi au recrutement de célébrités (hollywoodiennes notamment, comme Tom Cruise, qui pourront promouvoir la scientologie auprès du grand public), dans le cadre du Projet Celebrity mis au point par Ron Hubbard dans les années 1950[53].
- 5 mars : CCHR Day célèbre la Citizens Commission on Human Rights (Commission citoyenne sur les Droits de l'Homme).
- 13 mars : Anniversaire de L. Ron Hubbard, fondateur de la Dianétique et de la Scientologie, né le 13 mars 1911.
- 24 mars : Student Day (Fête des étudiants) célèbre l'ouverture du cours spécial de Saint Hill en 1961.
- 20 avril : L. Ron Hubbard Exhibition Day (Fête de l'exposition L. Ron Hubbard) célèbre l'ouverture en 1991 du L. Ron Hubbard Life Exhibition à Hollywood, en Californie.
- 9 mai : Anniversary of Dianetics (Anniversaire de la dianétique)
- 25 mai : Integrity Day (Fête de l'Intégrité) est une journée de réflexion sur l'étude réalisée en 1965 par Ron Hubbard concernant l'éthique scientologue.
- 6 juin : Maiden Voyage Anniversary (Anniversaire du voyage inaugural du Freewinds)
- 18 juin : Academy Day (Fête de l'Académie)
- 12 août : Sea Org Day
- 4 septembre : Clear Day célèbre l'inauguration de Hubbard's Clearing Course, en 1965.
- Deuxième dimanche de septembre : Auditor's Day (Fête des Auditeurs)
- 7 octobre : Anniversaire de l'Association internationale des Scientologistes (AIS ou IAS en anglais)
- 27 novembre : Publications Day (Fête des Publications) commémore la journée Publications Worldwide (Publications mondiales) organisée à Saint Hill Manor en 1967.
- 7 décembre : Flag Land Base célèbre l'ouverture du Flag Land Base à Clearwater (Floride) en 1975.
- 30 décembre : Freedom Day (Fête de la Liberté) célèbre la reconnaissance officielle de l'Église de Scientologie aux États-Unis en 1974.
- 31 décembre : Réveillon du Nouvel An.

Il existe aussi des fêtes scientologiques locales qui célèbrent l'implantation de l'Église de Scientologie en différents lieux :
- 28 janvier : fondation de l'Église de Scientologie en Nouvelle-Zélande, en 2009.
- 31 mars : fondation de l'Église de Scientologie à Vienne (Autriche) en 1971.
- 23 septembre : ouverture de la première École de Dianétique et de Scientologie à Tel Aviv (Israël) en 1980.

## Dans le monde auXXIesiècle
Née dans le monde anglophone, la scientologie a aujourd'hui une envergure mondiale. En 2008, elle tente de s'implanter en Afrique (l'Afrique du Sud notamment, où l'Église de scientologie est reconnue comme association d'utilité publique depuis le 3 décembre 2007).

### Statut juridique
Le statut juridique de la scientologie diffère selon les pays où elle est installée : elle se présente selon les États comme une organisation commerciale, une religion, un centre culturel de dianétique ou bien une simple technique de développement personnel.
Frédéric Lenoir souligne en 1998 la différence de statut entre certains pays d'Europe dont la France, où l'organisation est listée comme « secte absolue », et aux États-Unis, où l'Église de scientologie est reconnue comme religion par les services fiscaux en 1993,. Outre-Atlantique s'affichent parmi ses membres des personnalités telles que les acteurs John Travolta et Tom Cruise, les actrices Juliette Lewis, Elisabeth Moss et Catherine Bell, sans oublier Katie Holmes (qui a aujourd'hui décidé de quitter le mouvement, devant l'ampleur que cela risquait de prendre pour sa fille) ainsi que les musiciens Isaac Hayes, Chick Corea ou Beck Hansen. Ces VIP bénéficient d'un traitement à part au sein de l'organisation qui a créé pour eux des Celebrity centers.

### Perception par les autorités françaises
En septembre 2004, Nicolas Sarkozy, alors ministre du Budget, reçoit à Bercy de façon très médiatisée l'acteur Tom Cruise. Durant des interviews pour l'émission 90 minutes diffusée le 31 mai 2005 sur Canal+, Claude Guéant déclare que la scientologie ne représente pas un danger pour la population et Nicolas Sarkozy est encore hésitant sur le fait de qualifier ou non la scientologie de secte. 
En février 2008, « Emmanuelle Mignon, alors directrice de cabinet du président de la République, [...] s'interroge sur la pertinence de qualifier ce mouvement de “secte”. »
Depuis lors, les budgets des institutions chargées de l'étude des sectes ont diminué, notamment pour la Miviludes, de surcroît dépourvue de président pendant six mois[Quand ?]. Le groupe « sectes » a disparu de l'Assemblée nationale. Les associations de ce domaine, comme l'Union nationale des associations de défense des familles et de l'individu (Unadfi), voient également leurs subventions diminuées. En 2010, les textes permettant de dissoudre les sectes pour « escroquerie en bande organisée », « recel aggravé », « extorsion » et « exercice illégal de la médecine » disparaissent du code civil, ce qui permet à la scientologie d'échapper à la dissolution malgré les condamnations définitives en 2013. 
Le 14 juillet 2018, le président Emmanuel Macron reçoit à son tour Tom Cruise discrètement au palais de l'Élysée,.

### Obtention du statut religieux
L'Église de scientologie a fortement investi en relations publiques afin de se faire reconnaître comme religion par les pays où elle est présente.
La scientologie fait face à plusieurs oppositions. Plusieurs gouvernements reconnaissent maintenant l'Église comme étant une association religieuse ayant droit aux protections et aux exemptions d'impôt correspondantes tandis que d'autres continuent de la considérer comme étant une pseudoreligion (en) ou une secte.
Elle est reconnue en tant que religion aux États-Unis depuis 1993. Elle est également reconnue comme telle en Australie, au Portugal, en Espagne, au Royaume-Uni, en Slovénie, en Suède, en Croatie, en Hongrie, au Kirghizistan et à Taïwan.
En Nouvelle-Zélande, le ministère du Revenu intérieur (en) a classé l'Église de scientologie comme étant une organisation charitable et a exempté d'impôt ses revenus.
Elle a obtenu une reconnaissance juridique en Italie et a le droit de pratiquer des mariages en Afrique du Sud, au Mexique, en Nouvelle-Zélande, à Taïwan, en Tanzanie et au Zimbabwe. En décembre 2013, la plus haute cour du Royaume-Uni a officiellement reconnu la scientologie en tant que religion,.
En Espagne, en novembre 2007, la plus haute instance juridique du pays oblige le ministère de la Justice à l'enregistrer sur le registre des associations religieuses ; ce qu'il fait le 19 décembre 2007,,.
Aux Pays-Bas, où la scientologie était déjà reconnue comme une religion, mais ne bénéficiait pas de toutes les exemptions fiscales, la Cour d'appel fiscale d'Amsterdam a finalement accordé le statut d'organisation religieuse d'utilité publique à l'Église de scientologie dans une décision du 17 octobre 2013.
Moscou refusant d'enregistrer l'Église comme association religieuse, la Cour européenne des droits de l'homme considére, à l’unanimité, en avril 2007, qu'il s'agit d'une violation de l’article 11 (liberté de réunion et d’association) de la Convention européenne des droits de l'homme combinée avec l’article 9 (liberté de pensée, de conscience et de religion). Selon l'arrêt, « Les autorités n’ont pas agi de bonne foi et ont manqué à leur devoir de neutralité et d’impartialité envers la communauté religieuse représentée par l’Église requérante. »
Elle est reconnue légalement comme une religion authentique au Mexique le 30 octobre 2017, en Colombie le 5 mai 2017 et en République de Macédoine le 20 avril 2017.
Elle n'a pas réussi à obtenir de reconnaissance en tant que religion au Canada au niveau fédéral, même si les provinces de Québec, d'Ontario, de Colombie britannique, de Manitoba et d'Alberta l'ont reconnue comme religion.[réf. nécessaire]
En 1997, l'Allemagne considère la scientologie comme étant en conflit avec les principes de la constitution nationale et comme étant une secte anticonstitutionnelle[réf. nécessaire]. En revanche, la Cour fédérale administrative d'Allemagne lui reconnaît dès 1997 le droit à la protection de l'article 4 de la Constitution protégeant la liberté de religion et de croyance.
En Suisse, plusieurs tribunaux lui refusent l'appellation « religion » et la désignent comme exclusivement commerciale,,, tandis que, dans le canton de Bâle, elle est considérée comme une association religieuse.

### Association sous surveillance
La situation de la scientologie présente des caractéristiques assez similaires en France et en Belgique, où elle est régulièrement qualifiée de secte depuis les travaux parlementaires respectivement en 1995 et 1997, sans que ce terme renvoie à une définition légale précise, et où elle est également poursuivie en justice dans des procès pour escroquerie depuis une dizaine d'années.

#### En France
Les différentes organisations de scientologie présentes sur le territoire français ont le statut d'association à but non lucratif, certaines se déclarent association cultuelle mais n'ont pas demandé à bénéficier des avantages attachés à ce statut définis par la loi de 1905 ; de même elles sont constituées en associations sans but lucratif en Belgique.
En 1997, la cour d'appel de Lyon a considéré que, pour juger des faits qualifiés d'escroqueries ou de complicités d'escroqueries, commis dans le cadre d'activités de scientologues, « il est vain [...] de s'interroger sur le point de savoir si l'Église de Scientologie constitue une secte ou une religion » tout en estimant que « l'Église de Scientologie peut revendiquer le titre de religion ». La Cour de cassation, sans pour autant casser l'arrêt, a estimé que ce motif était surabondant.

#### En Belgique
À la suite de perquisitions effectuées en 1999 dans le cadre d'un procès pour escroquerie, l'Église de scientologie fait appel en mars 2001 aux Nations unies pour intervenir dans ce qu’elle considère comme une « campagne d’intimidation et de harcèlement » que les autorités belges lui feraient subir, en prenant pour cible ses paroissiens belges et son bureau européen des Droits de l’homme. Dans ce même procès, le parquet fédéral annonce en septembre 2007 le renvoi devant la justice de douze personnes physiques et de deux personnes morales : l'ASBL « Église de scientologie de Belgique » et le « Bureau des droits de l'homme de l'Église de scientologie ». Le 11 mars 2016, après une enquête de 18 ans principalement menée par le parquet fédéral à l'encontre de l'Église de scientologie et de 12 de ses membres dirigeants, le tribunal correctionnel de Bruxelles déclare l'ensemble des poursuites irrecevables pour violation grave et irrémédiable au droit à un procès équitable, en faveur des scientologues et de l'Église, qui ont tous été acquittés. Le tribunal commence par déterminer que l'Église de scientologie n'est ni une organisation criminelle ni une association de malfaiteurs, puis critique vivement le dossier en affirmant que le parquet fédéral a cherché à faire le procès d'une idéologie et que cela est intolérable.

#### En Allemagne
Considérée comme une secte en 1997, l'Église de scientologie inquiète le gouvernement fédéral allemand qui l'accuse de chercher à « exercer une influence totalitaire sur les institutions et la société,, ». Elle est déchue par le gouvernement fédéral de son statut de communauté religieuse et placée sous la surveillance de l'État, celui-ci jugeant que certaines activités de l'organisation de la scientologie pouvaient porter atteinte à la démocratie et aux droits de l’homme. Considérée comme une entreprise commerciale, toute mesure fiscale en sa faveur est interdite et elle est assujettie au régime des entreprises commerciales.
En 1999, la Dianetic Stuttgart eV, sous-organisation de l'Église de scientologie, est reconnue par la cour administrative de Stuttgart comme une association à but idéaliste et non comme une entreprise commerciale.
En janvier 2003, le Bureau fédéral des finances accorde aux neuf églises de scientologie une exonération sur l'argent donné pour soutenir l'Église de scientologie internationale (l'église mère basée à Los Angeles). Ces exemptions fiscales partielles sont liées à sa reconnaissance d'utilité publique aux États-Unis. En effet, il existe un accord entre les deux pays qui permet d'éviter la double imposition.
Le 11 novembre 2004, le tribunal administratif de Cologne rejette un recours de la scientologie demandant la fin de cette surveillance,,. À ce sujet, le 24 mars 2004, trois scientologues perdent un procès intenté contre l'Allemagne devant l'ONU.
Le 13 janvier 2007, l'ouverture d'une filiale de l'Église de scientologie de six étages sur 4 000 m2 à Berlin suscite de vives réactions de la part du gouvernement et de la CDU, le parti de la chancelière Angela Merkel, concernant la politique du Sénat berlinois vis-à-vis des sectes. Le Land de Berlin est le seul des seize Länder à avoir refusé, depuis 2003, de surveiller les agissements de l'Église de scientologie sur son territoire.
En 2008, la conférence des ministres de l'Intérieur de l'État et des Länder demande à l'organisme chargé de la protection de la constitution une enquête sur la scientologie pour déterminer si elle représente une menace à la constitution allemande. Dans son rapport de 46 pages remis aux ministres de l'Intérieur, les protecteurs de la constitution parlent d’une « image de la situation pleine de lacunes » véhiculée par les anti-scientologues. Ils mettent en garde contre une « perte de réputation pour les organismes gouvernementaux concernés » lors d’une procédure contre la scientologie, et concluent que ni les statuts ni les autres prises de position de la scientologie « ne permettent de conclure que l'association poursuit des buts répréhensibles ».

## Organisation

### Église de scientologie
L'Église de Scientologie internationale (en) est, depuis 1978, l'organisation de direction de la Scientologie. Les Églises implantées dans les différents pays du monde sont rattachées à elle.
Le Centre de technologie religieuse (en) (Religious Technology Center ou RTC) est présenté comme la structure ecclésiastique de la scientologie. Il a été créé en 1982 et est dirigé depuis 1987 par David Miscavige.
L'Office des affaires spéciales (Office of Special Affairs ou OSA) est le service de communication de la scientologie.
Il succède à l'Office du gardien, impliqué en 1979 dans le scandale de l'opération Blanche Neige, une tentative d'infiltration du gouvernement américain pour laquelle plusieurs scientologues furent condamnés à des peines de prison.
Selon les organisations de lutte contre les sectes, il serait le bureau officiel de la propagande scientologiste et constituerait même des fichiers.
Un documentaire relatif à l'O.S.A, O.S.A - Les espions de la scientologie, a été diffusé sur la chaîne Arte le 15 mai 2012.

### Activités annexes liées à la scientologie
Une des caractéristiques de l'Eglise de scientologie est l'extrême diversification de ses activités : écoles de dessin, de musique ou de management, groupes de pression à but humanitaire.
- Le Bureau des droits de l'homme de l’église de scientologie, la Commission des citoyens pour les droits de l'homme et Des jeunes pour les droits de l'Homme
- Narconon, un programme de lutte contre la drogue. À noter que le site web de cette offre ne mentionne nulle part son appartenance à l'église de scientologie.
- Non à la Drogue Oui à la vie[104]
- Le Collège Hubbard d'Administration International Diplômes de commerces et d'administration non reconnus par l'état américain[105]
- L'école de l'éveil
- La Commission d'enquête Permanente sur les violations des droits de l'Homme
- La Coordination des Associations et des Particuliers pour la Liberté de Conscience
- Le Centre Français des scientologues contre la discrimination
- Espoir d'un futur
- L'Association de l'étude de la nouvelle foi
- Criminon
- Le Groupement pour l'Amélioration des Méthodes Éducatives
- Wise, (World Institute of Scientology Enterprises) regroupement de sociétés scientologues.

Des détracteurs[Qui ?] considèrent que l'Église de Scientologie fait feu de tout bois et change de statut en fonction des protections juridiques que cela lui offre : elle est une organisation commerciale lorsqu'elle peut attaquer pour violation de copyright ceux qui publient ses ouvrages confidentiels, elle est une religion dans les pays où la liberté de culte permet tout (et notamment des privilèges fiscaux), elle devient technique de développement personnel lorsqu'il s'agit d'approcher les entreprises ou dans les pays qui se défendent contre les sectes. Elle déclare aussi être une Association ou Centre culturel de dianétique (en Argentine, Colombie et Espagne), un Collège Hubbard d’indépendance personnelle (en Écosse), un Centre culturel de dianétique ou d’Amérique latine (au Mexique), et un Institut de philosophie appliquée ou de technologie de dianétique (au Mexique).
Souvent, les noms choisis par l'organisation ressemblent aux noms d'autres organismes publics ou privés : pour les opposants à la Scientologie, ces noms sont destinés à faire passer les organismes scientologues pour des services officiels ou pour des organismes aux noms semblables et déjà connus du grand public, et ces activités sont soupçonnées de servir de tremplin pour le recrutement de nouveaux adeptes, qui s'engageraient dans une activité en ignorant les liens entre la Scientologie et ces organismes.
Dans une vidéo officielle, l'Église de Scientologie joue de ces ambigüités en présentant des personnes qui la soutiennent. Les légendes incrustées aux images mentionnent (sans jamais donner un nom) des fonctions vagues telles que « membre du cabinet du maire de Marseille » ou « Conseil des communautés européennes ».

### Lobbying
Selon le Center for Responsive Politics, les dépenses de lobbying de l'Église de Scientologie aux États-Unis s'élèvent en 2020 à 50 000 dollars.
L'Église de Scientologie est inscrite depuis 2017 au registre de transparence des représentants d'intérêts auprès de la Commission européenne. Elle déclare en 2020 pour cette activité des dépenses d'un montant compris entre 25 000 et 50 000 euros.

### Les organisations indépendantes
Cette section ne s'appuie pas, ou pas assez, sur des sources secondaires ou tertiaires indépendantes du sujet. Le texte peut contenir des analyses inexactes ou inédites de sources primaires.
Pour l'améliorer, ajoutez-en, ou placez des modèles {{Source secondaire souhaitée}} ou {{Source secondaire nécessaire}} sur les passages mal sourcés. (mars 2023)
Cette section est promotionnelle ou publicitaire (mars 2023). Considérez son contenu avec précaution et/ou discutez-en.
Certains reconnaissent la scientologie comme une science ou une philosophie appliquée mais ne revendiquent pas le terme de religion. Ils se démarquent clairement de l’organisation de l’église officielle de scientologie[source secondaire nécessaire].
C’est au début des années 1980 qu’est apparue pour la Scientologie la « zone libre ». De nombreux groupes se sont développés en dehors de la zone de l’église de scientologie.
Un réseau a été créé initialement par un ancien fidèle de L. Ron Hubbard : le capitaine Bill Robertson. Il s’agit de la Ron’s Org. Il a contribué à établir un champ indépendant solide en Europe[source secondaire nécessaire].
Actuellement la zone libre continue de se développer. En France le groupe Spiritech pratique la scientologie désignée comme originelle[source secondaire nécessaire].

## Controverses

### Le «test de personnalité»
Au travers de prétendus questionnaires de personnalité faisant peu ou pas de référence à la Scientologie (ex : test d'analyse de capacité d'Oxford), distribués dans la rue ou le métro, etc. ou proposés aux internautes sur le site Web de l'église de scientologie, et ailleurs sur Internet, les « prospects » de la Scientologie amènent d'éventuels futurs adeptes à révéler des difficultés de leur vie privée. Ces données personnelles serviront de base à l'entretien personnel « d'analyse des résultats », au cours duquel le scientologue présentera les « cours » et autres « matériels » qui permettront de traiter ces difficultés, moyennant paiement. Selon l’expert psychiatre Patrick Barillot, « les questions sont tournées de manière à créer un malaise et à l’exploiter ». De fait, cet abordage permet d'identifier les personnes les plus faciles à recruter car les plus en souffrance et/ou les plus isolées et d'adapter le discours du « commercial » chargé de les convaincre d'acheter les premiers « services ». Dans la mesure où elle exploite les faiblesses des individus, cette démarche pose la question de la vente forcée et de l'abus de faiblesse[réf. nécessaire].

### Le coût des «services»
Chaque centre ou Église de Scientologie, nommé en interne « org (-anisation) », met à la disposition de ses adhérents de nombreux services et ouvrages considérés comme des livres à caractère religieux selon les adeptes : cinq cent mille pages, trois mille conférences enregistrées, et une centaine de films, tous attribués au fondateur de la scientologie, Ron Hubbard. Les cours et ouvrages fournis constituent un ensemble de méthodes, censées permettre de devenir plus « apte », de méthodes pour faire survivre la Scientologie en tant que mouvement et de mythologie propre à la Scientologie (dont les textes sur Xenu et dont des versions sont diffusées sur Internet ou Usenet principalement par des détracteurs mais aussi par des défenseurs de la Scientologie).
La critique la plus commune est que la scientologie ferait miroiter à ses adeptes la possibilité d'atteindre un état qu'ils n'atteindront jamais, se contentant d'une progression perpétuelle. Les adeptes, pour passer d'un grade à un autre, doivent suivre des stages et acheter des documents. À titre d'exemple pour un premier contact, une série de quinze CD (conférences d'une heure par CD) datant de 1956, enregistrée en pleine guerre froide, Le Congrès de Washington sur les radiations et la confrontation est vendue actuellement environ 200 euros. Nombre de témoignages montreraient la surprise, une fois passé un niveau, de s'entendre dire que ce n'était qu'une étape alors que ce devait enfin être l'état d'illumination attendu. Le coût financier de l'étape suivante serait bien plus élevé.
D'après une enquête du mensuel Capital de mai 2009, l'Église de scientologie incite aussi ses adeptes à acheter toute une série de produits et services à prix prohibitifs comme l'électromètre — qui n'est en fait qu'un ohmmètre — (3 800 euros), le stage de purification (1 464 euros) ou l'heure d'audition (jusqu'à 400 euros). Selon Gilles Tanguy, le journaliste de Capital qui s'y est inscrit pour les besoins de l'enquête, chaque Église de scientologie fait ses comptes le jeudi. Et « la paie des vendeurs dépend directement » du chiffre d'affaires qu'ils ont facturé aux adeptes. D'après un site antiscientologue, le coût financier imposé à une personne pour atteindre le niveau « OT8 », le plus élevé dispensé actuellement, pourrait être estimé grossièrement (2005) à 400 000 euros.

### Le rejet de la psychiatrie
La Scientologie préconise l'abstinence de drogues et médicaments psychiatriques, et l'aspirine est déconseillée avant d'être audité. Cette attitude vis-à-vis de la médication correspond à un rejet plus large de certaines connaissances scientifiques conventionnelles, lesquelles sont remplacées par la doctrine scientologique.

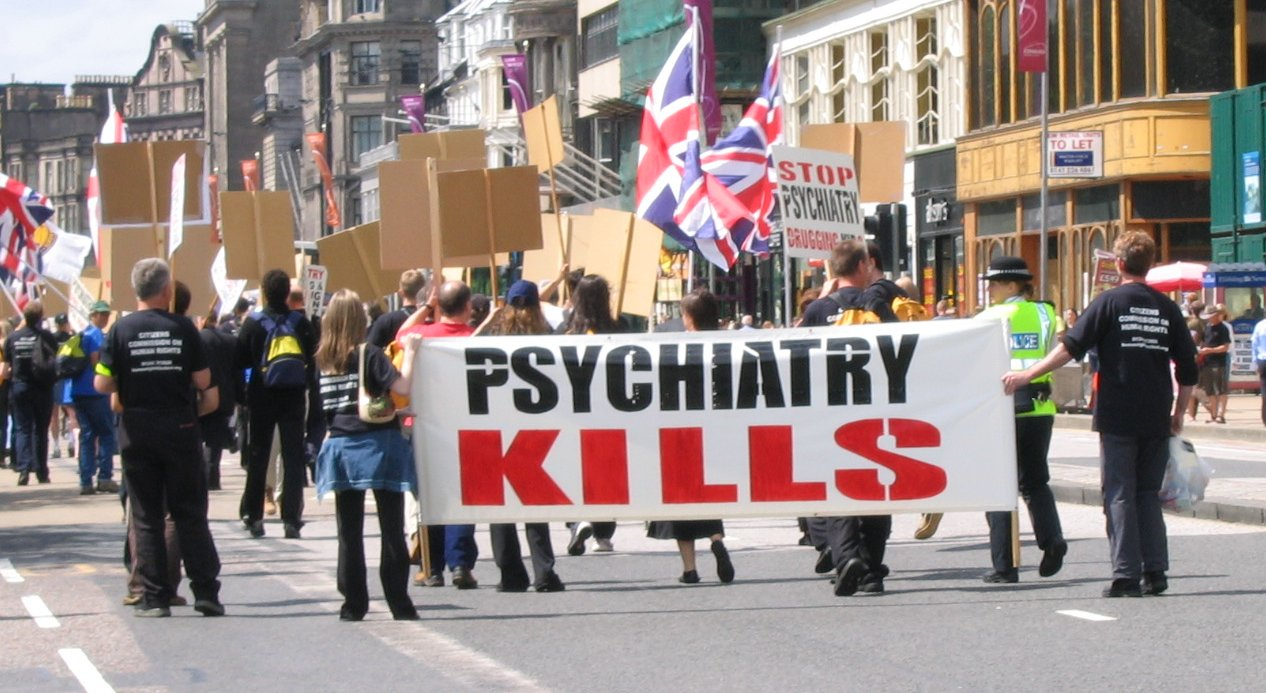
Manifestation contre la psychiatrie.

La Scientologie rejette catégoriquement la psychiatrie et la considère comme étant une « industrie mortuaire ». Dans une exposition tenue à Jefferson City en janvier 2007, la Scientologie a accusé les psychiatres d'abuser sexuellement de leurs patients et d'être responsables de l'existence des attentats-suicide, dont ceux du 11 septembre 2001.
La Scientologie affirme dénoncer depuis 1952 de nombreuses pratiques concernant le domaine de la santé mentale : lobotomie et électrochocs en particulier, mais aussi toutes les pratiques consistant à traiter des problèmes d'origine mentale simple avec des psychotropes ou des opérations chirurgicales au niveau du cerveau entraînant de graves troubles de comportement chez ceux qui les subissent. Ses adeptes arguent aussi que ces dénonciations continues auraient provoqué des réactions de défense de la part de groupes dont les intérêts étaient concernés.
Les idées de la Scientologie en la matière sont principalement diffusées par la Commission des citoyens pour les droits de l'homme (CCDH), organisation scientologue qui serait à l'origine de propositions parlementaires relatives à la santé mentale ; ce qui explique que d'autres critiques de la psychiatrie tentent de se démarquer de la Scientologie. L'Église de Scientologie dispose également, à Bruxelles, d'un Bureau européen des affaires publiques et des droits de l'homme. Le Collectif des médecins et des citoyens contre les traitements dégradants de la psychiatrie est rattaché à la Scientologie. Il s'agit d'une association de médecins scientologues, non enregistrée officiellement. Les opposants à la Scientologie considèrent cela comme une guerre contre la psychiatrie et la psychologie de la part de la Scientologie. D'après eux, la Scientologie se positionne comme une concurrente de ces sciences, par le développement de compétences et de techniques d'analyse des pratiques de communication et de soin des problèmes mentaux, des psychiatres. Ils l'accusent de plagier des techniques psychiatriques et d'utiliser des techniques dangereuses. Selon les scientologues, les psychologues et surtout les psychiatres cherchent à régler des problèmes mentaux en s'attaquant à la matière (médicaments qui entraînent des changements chimiques, opérations, etc.)[réf. nécessaire].

### Ses détracteurs
Les détracteurs sont appelés dans le jargon de la Scientologie les « suppressifs ». Quand un adepte a un problème, les scientologues suspectent la présence d'un suppressif dans ses relations, cherchent à savoir qui par l'audition, et en général préconisent de ne plus rencontrer cette personne. De nombreuses histoires de séparations entre mari et femme, parents et enfants, liées à la scientologie en témoignent[réf. nécessaire].
D'un autre côté, un observateur se disant indépendant souligne que s'il existe de bonnes critiques, il en existe aussi de mauvaises ; Marco Frenschkowsky (universitaire allemand en sciences des religions), a écrit qu'il y avait peu de marchés plus lucratifs en Allemagne que d'être un ex-scientologue et d'attaquer la scientologie. D'après lui ces « apostats », après quelques semaines de scientologie et sans avoir, comme parfois les sympathisants, presque rien lu de ses enseignements, publient de longs exposés (pour le compte du « marché antisecte ») qui se ressemblent tous.
Des opposants à la scientologie s'expriment fréquemment à travers le monde. En France, Roger Gonnet, ancien membre de la scientologie et créateur d'un site antiscientologue est un contradicteur notoire du mouvement à qui il reproche, entre autres, d'ériger la diffamation en principe de défense (propagande noire selon les termes de Ron Hubbard), ainsi que l'existence d'une société secrète et d'un pouvoir centralisé dont il juge la simple existence à la limite de la légalité. Il signale des condamnations pour escroquerie, comme dans le cas de contrats de travail d'une durée de 5 000 ans, les contrats ont parfois même une durée supérieure à un milliard d'années, qu'il apparente à une forme d'esclavage. Roger Gonnet est régulièrement attaqué par l'Église de Scientologie à divers titres (diffamation sur des forums, absence de déclarations à la CNIL), il n'a jusqu'ici écopé que d'amendes. L'église de Scientologie a déjà été condamnée à indemniser Roger Gonnet après avoir été déboutée.

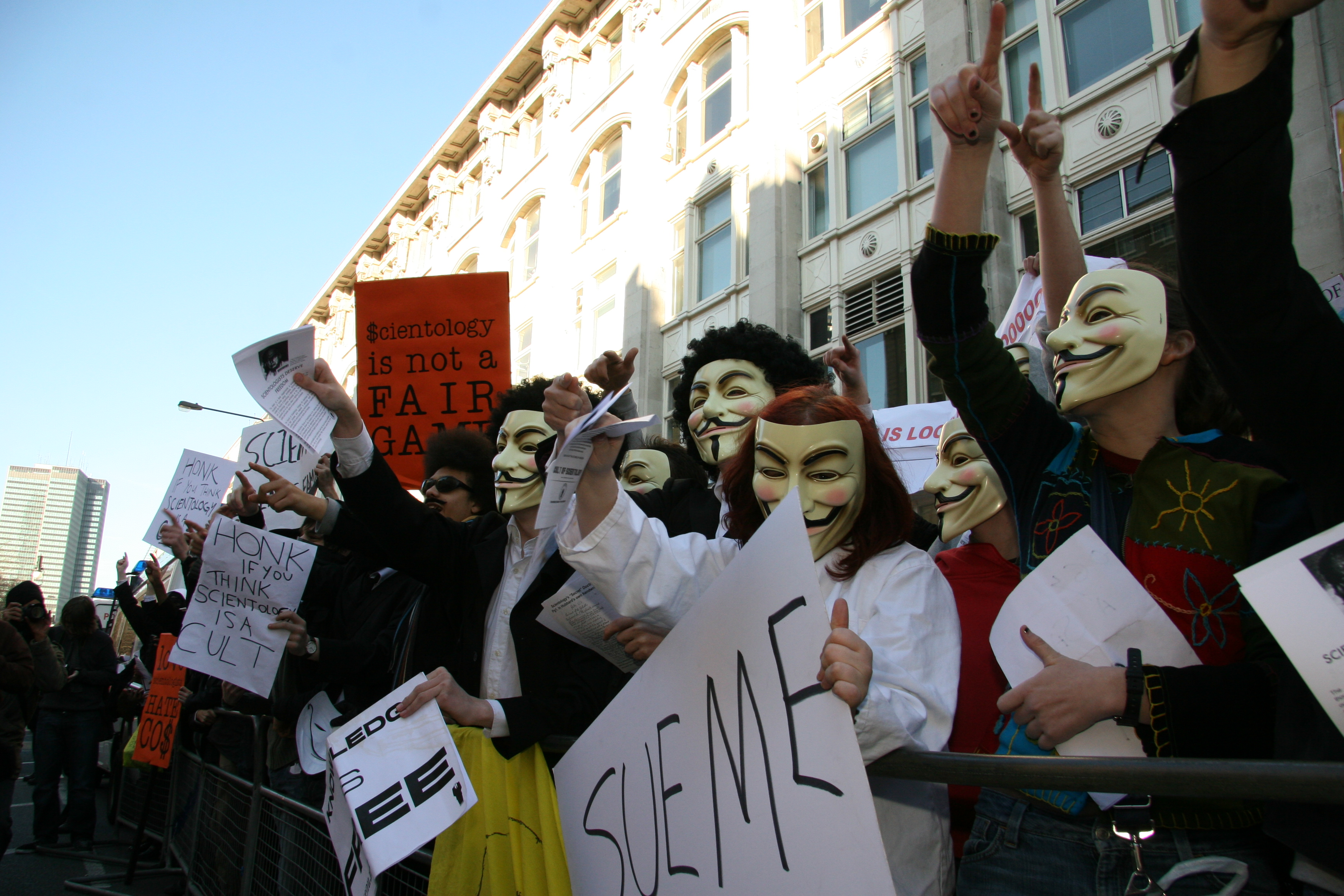
Manifestation Anonymous le 10 février 2008 à Londres.

Dans d'autres pays, des journalistes ou des chercheurs étudiant la Scientologie se sont plaints d'être l'objet de harcèlement et de graves menaces : Paulette Cooper, auteur du premier livre critique connu sur le sujet, aurait été harcelée dans le but de la pousser au suicide, de la faire interner ou incarcérer dans le cadre d'une opération appelée Freakout, ; Paul Ariès, auteur en 1999 de La Scientologie, une secte contre la république, affirme avoir reçu des menaces de mort.
D'après les détracteurs, une fois passé un certain nombre d'étapes on pourrait se retrouver dans l'administration centrale de la scientologie, autrefois située sur un bateau. Là, la scientologie entretiendrait une milice armée. Là aussi seraient centrés les organismes de police de la scientologie : espionnage, spécialistes de la diffamation. Ces organisations scientologiques auraient souvent recours aux cambriolages, aux vols de courrier. On trouverait dans les textes d'Hubbard les ordres et la justification de tels actes[réf. nécessaire].
En 2006, la série animée américaine South Park diffusée sur Comedy Central diffuse un épisode nommé Piégé dans le placard, qui parodie notamment les préceptes de l'église concernant Xenu, ainsi que l'utilisation de stars au profit de l'image de la secte (ex : Tom Cruise, John Travolta, Jason Beghe...). L'épisode rappelle également que L. Ron Hubbard était auteur de science-fiction. La fin se réfère au caractère procédurier de l'église, et tous ceux qui ont participé à l'épisode sont crédités John Smith et Jane Smith.
Début 2008, à la suite des pressions et des menaces de procès de l'organisation pour faire retirer de YouTube une vidéo montrant Tom Cruise en train de s'exprimer devant une assemblée de scientologues, un groupe d'internautes international, sous le pseudonyme collectif « Anonymous », annonce déclarer la guerre à la scientologie. Sous le nom de Projet Chanology, diverses attaques visant à perturber les sites Internet de l'organisation se sont succédé à partir du 14 janvier, en particulier des dénis de service, des google bombing et la publication sur Internet de milliers de documents et rapports internes récupérés via le réseau. Certains hackers membres d'Anonymous cherchent à alerter le public en dénonçant ce qu'ils appellent les mensonges de la scientologie. Leurs méthodes sont basées sur le piratage informatique.
L'Église de Scientologie engage souvent des procédures judiciaires contre ses critiques. Scientology and the Aftermath, série documentaire d'une ancienne scientologue, Leah Remini, qui fait témoigner de nombreux anciens scientologues, est édifiante à cet égard.

## Procès en France

### Affaire de 1983
Une procédure a été ouverte en 1983 en France contre l'Église de Scientologie, et une autre en 1989 pour « escroquerie » et « exercice illégal de la médecine ». L'instruction de cette dernière affaire, confiée à la juge Marie-Paule Moracchini (dessaisie le 18 octobre 2000), avait tant traîné que les faits ont été déclarés prescrits par la juge d'instruction parisienne Colette Bismuth-Sauron en juillet 2002, soit 13 ans plus tard. Cette décision a été qualifiée à l'époque de « nouvelle victoire » par l'Église de Scientologie. L'État français a été condamné à l'époque pour faute lourde et inexcusable à l'égard des parties civiles en 2000,. Au cours de cette instruction, un tome et demi de pièces du dossier avaient mystérieusement disparu en plein Palais de Justice de Paris. Par la suite, les 16 scientologues accusés et finalement relaxés avaient eux aussi fait condamner en 2005 l'État pour faute lourde, pour n'avoir pas été jugés dans un délai raisonnable. Les parties civiles ont fait appel et l'ordonnance de non-lieu en faveur des scientologues a été confirmée en appel en mars 2009 par la Cour d'appel de Paris, puis par la Cour de cassation en avril 2010. Une deuxième condamnation de l'État pour déni de justice a été prononcée le 19 décembre 2012 par le tribunal de grande instance de Paris en faveur des scientologues. L'État français a été condamné à verser 3 000 euros de dommages et intérêts aux scientologues innocentés, pour avoir fait encore durer la procédure de 2005 à 2008 avec un délai déraisonnable estimé à quinze mois sur cette période.

### Affaire de 1998
À la suite d'une nouvelle enquête commencée en 1998, deux structures proches de la Scientologie, l'Association spirituelle de l'église de scientologie-Celebrity Centre et la librairie Scientologie espace liberté (librairie SEL) ont été renvoyées en correctionnelle le 8 septembre 2008 par un juge parisien pour « escroquerie en bande organisée »,. Le Parquet avait requis un non-lieu, estimant que « l’information n’a pas permis d’établir que les remises de fonds effectués par les plaignants aient procédé de démarches frauduleuses » et « qu'il ne peut être considéré que l’incitation à faire du sauna, prendre des vitamines et courir pour se « purifier » constitue un délit d’exercice illégal de la médecine ». Ceci a été présenté par l'avocat des parties civiles comme une « attitude complaisante » laissant entrevoir des motivations politiques.
L'ordonnance de renvoi de l'association en tant que personne morale devant le tribunal comporte les accusations suivantes : « multiples manipulations bancaires », « surfacturations de produits vendus par les scientologues », « dissimulation de ses gains », et retient la circonstance de bande organisée concernant les dirigeants français de la scientologie. L'ordonnance cite également des documents internes de la scientologie qui, selon elle, « ne laissent aucun doute sur la finalité commerciale de l'action scientologue, dénotant une véritable obsession pour le rendement financier ».
11 ans plus tard, l'association spirituelle a été jugée en tant que personne morale pour « escroquerie en bande organisée » à Paris en mai 2009. Le jugement, rendu le 27 octobre 2009, condamne l'association. Elle est reconnue coupable d'escroquerie en bande organisée et est sanctionnée par une amende de 600 000 € mais l'Église peut poursuivre ses activités. L'Église de scientologie fait appel. Elle est notamment reconnue coupable de faire des tests de personnalité dépourvus de fondement scientifique dans la seule perspective de vendre des produits et services, ainsi que d'une emprise psychologique sous couvert de l'application de la doctrine scientologique. Le 2 février 2012, la cour d'appel confirme les condamnations de l'association et de certains dirigeants. C'est la première fois que l'association est condamnée en tant que personne morale pour escroquerie en bande organisée. La Cour de cassation rejette le 16 octobre 2013 le pourvoi de l'église de Scientologie, laquelle annonce alors qu'elle portera l'affaire devant la Cour européenne des droits de l'homme.
Si, à l'époque de l'ouverture de la procédure, les personnes morales condamnées pour escroquerie encouraient la peine complémentaire de dissolution, la loi du 12 mai 2009 (votée à l'initiative du député UMP Jean-Luc Warsmann, et signalée par la Miviludes) a modifié l'article 313-9 du code pénal et a supprimé cette peine complémentaire. Cette modification législative, qualifiée d'accidentelle par le gouvernement de l'époque, a déclenché une polémique,. La ministre de la Justice, Michèle Alliot-Marie, a invoqué à ce sujet le 15 septembre une « erreur matérielle » qui sera « corrigée dès que possible », c'est-à-dire trop tard pour pouvoir l'appliquer à la Scientologie.

### Affaire Arcadia
Douze salariés de la société Arcadia-Mégacombles ont déposé plainte le 24 juillet 2014 pour harcèlement moral et abus de faiblesse, visant l’Église de scientologie,. Selon l'avocat des salariés, entre 1 et 2 millions d'euros auraient été détournés. La société a été placée en redressement judiciaire le 14 août suivant. Les premières auditions par la police ont eu lieu en septembre 2014,, et le parquet de Versailles ouvre une information judiciaire en septembre 2015 pour de multiples griefs (dont harcèlement moral et abus de biens sociaux). L'Église de Scientologie a intenté un procès à l'avocat adverse pour atteinte à la présomption d'innocence mais a été déboutée.

## Dissolution en Russie pour cause de marque déposée
En novembre 2015, la cour de justice de la ville de Moscou ordonne la dissolution de l'Église de scientologie à Moscou. Le ministère public s'est appuyé sur le fait que le mot « scientologie » est une marque déposée aux États-Unis par l'organisation, qui a de son côté intenté de nombreux procès en matière de copyright. Il avait plaidé que ces faits lui conféraient un caractère commercial, et que l'organisation avait donc une activité illégale en propageant une religion, activité réservée aux organisations religieuses. L'Église de scientologie a annoncé son intention de faire appel, mais son appel est rejeté. L'Église de scientologie de Moscou a saisi alors la Cour Européenne des Droits de l'Homme, qui dans un jugement du 14 décembre 2021, a condamné la Russie pour avoir violé la liberté de religion et la liberté d'association de l'Église de scientologie et des scientologues qui la fréquentaient en la dissolvant. La Cour a estimé que « l'église requérante était officiellement reconnue en tant qu'organisation religieuse depuis 1994, sa nature religieuse n'a pas été contestée pendant plusieurs années, même après de premières tentatives infructueuses de réenregistrement entre 1998 et les années 2000… Pendant toute la période de son existence légale, l'église requérante et les membres individuels n'ont jamais été reconnus responsables d'aucune infraction pénale ou conduite dangereuse. Rien ne prouve que la nature des activités de l'église requérante ait changé depuis cette époque. »,

## Dans la fiction et la culture populaire
- 1981 : Les Miroirs de l'esprit, roman de Norman Spinrad
- 2005 : South Park, épisode Piégé dans le placard de la saison 9
- 2012 : The Master, film de Paul Thomas Anderson
- 2013 : Grand Theft Auto V, sous le nom de Epsilon Program
- 2013 : Going Clear: Scientology, Hollywood, and the Prison of Belief, enquête de Lawrence Wright
- 2015 : Going Clear: Scientology and the Prison of Belief, téléfilm d'Alex Gibney
- 2016 : Watch dogs 2, Le culte New Dawn fait office de parodie dans le jeu
- 2019 : La Méthode Kominsky, saison 2, épisode Un Thétan arrive

## Publications
- L. Ron Hubbard, La Dianétique. La puissance de la pensée sur le corps, 1950  (ISBN 978-1-4031-4690-8)
- L. Ron Hubbard, Scientologie. Les fondements de la Vie, 1956  (ISBN 978-1-4031-4584-0)
- Éric Roux, Tout savoir sur la scientologie, éditions Pierre-Guillaume de Roux, coll. « Mystères et Religions », 2018  (ISBN 978-2363712349).

#### Ouvrages critiques
- Julia Darcondo, Voyage au centre de la secte, Paris, Ed. du Trident, 1987.
- Serge Faubert, Une secte au cœur de la République, 1993  (ISBN 2-7021-1947-6).
- Paul Ranc, Une secte dangereuse : la Scientologie, Contrastes, 1993  (ISBN 978-2882110084).
- [PDF] Bryan Wilson, La Scientologie, une analyse et comparaison de ses systèmes et doctrines religieux, Freedom Publishing, 1995, 55 p. (lire en ligne).
- Jean-Paul Dubreuil, L'Église de Scientologie. Facile d'y entrer, difficile d'en sortir…, 1996  (ISBN 2-9804270-0-4).
- José Lenzini, La Scientologie. Vols au-dessus d'un nid de gourous, Avignon, Plein Sud, 1996.
- Paul Aries, La Scientologie, laboratoire du futur ? Les secrets d'une machine infernale, Lyon, Golias, 1998  (ISBN 2-911453-44-1).
- Julia Darcondo, La Pieuvre scientologique. Toutes les techniques de contrôle mental et de manipulation de l’église de scientologie, Paris, Fayard, 1998.
- Roger Gonnet, La Secte : secte armée pour la guerre : chronique d'une « religion » commerciale à irresponsabilité illimitée, Roissy, Alban Éditions, 1998, 275 p. (ISBN 978-2-911751-04-2, lire en ligne).
- Russel Miller, Ron Hubbard. Le gourou démasqué, Paris, Plon, 1998.
- Alain Stoffen, Voyage au cœur de la scientologie, éditions Privé, 2009, 281 p.  (ISBN 9782350760902).
- Thierry Lamote, La Scientologie déchiffrée par la psychanalyse. La folie du fondateur L. Ron Hubbard, Toulouse, Presses universitaires du Mirail, 2011.
- Alain-Paul Fimbel, Les Prophètes d'aujourd'hui, Merry World, 2012.
- Jenna Miscavige, Rescapée de la scientologie, Kero, 2013, 409 p..
- Lucas Le Gall, Un milliard d'années. Dans les secrets de la scientologie, Paris, Le Cherche midi, 2020, 256 p.

#### Revues
- Bernard Blandre, « Scientologie : procès pour escroquerie », Mouvements religieux, septembre-octobre 2009 (édité par l'Association d'étude et d'information sur les mouvements religieux) Le numéro de décembre contient un droit de réponse d'Éric Roux, représentant de l'Association spirituelle de l'Église de scientologie - spirituality centre.
- « Dianétique et Scientologie », revue Bulles (publié par l'Unadfi) numéro 91.

#### Bande dessinée
- Pierre Henri, Louis Alloing, Dans la secte, témoignage d'une ancienne adepte, La Boîte à bulles, 2005  (ISBN 2-84953-009-3).

#### Travail universitaire
- Arnaud Palisson, « Le droit pénal et la progression spirituelle au sein des sectes : l'exemple de la scientologie (résumé) », sur theses.fr (consulté le 13 juin 2025), thèse de doctorat en droit, université de Cergy-Pontoise, 2002.

#### Sites critiques
- Antisectes.
- Prévensectes.
- Miviludes.
- Vigi-Sectes.
- Le système juridique de la scientologie.
- « Scientology leaks », scans du magazine Ability de l'Église de scientologie.